# Université de Calabre
L'université de Calabre (en italien Università della Calabria, en abrégé UniCal) est une université italienne d'État fondée en 1972. C'est la plus grande des universités calabraises. Son siège se trouve sur les collines d'Arcavacata, frazione de la commune de Rende, dans la zone urbaine de  Cosenza. Il ne faut pas la confondre avec l'université de Reggio de Calabre, située dans la même région, à Reggio de Calabre.
Parmi ses fondateurs, on compte les économistes Beniamino Andreatta, Giorgio Gagliani (it) et Paolo Sylos Labini, ainsi que le chimiste Pietro Bucci (it). En 2019, Nicola Leone (en), professeur d'informatique, succède à Gino Mirocle Crisci, pétrographe et pétrologue, au poste de recteur.
En 2016, elle compte 28 672 étudiants inscrits. Selon la classification établie par l'institut Censis en 2018, c'est la seconde parmi les grands campus d'État italiens.

## Histoire

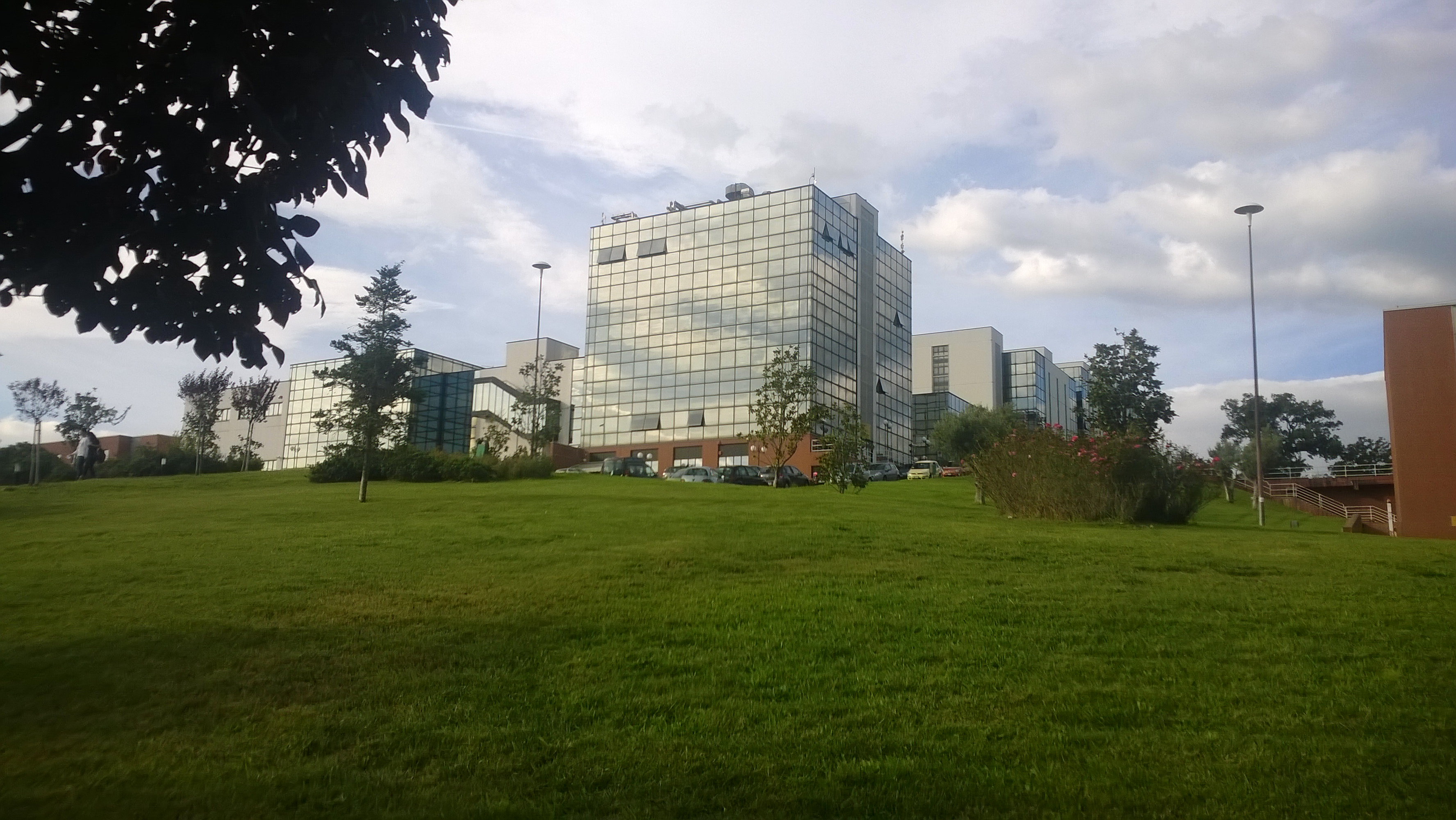
Vue des bureaux du rectorat

Au départ, l'université était composée d'un seul complexe, le bâtiment multi-fonctions d'Arcavacata, sur un projet de Massimo Pica Ciamarra. C'est actuellement le siège du département de pharmacie et de sciences de la nutrition et de la santé. À l'origine de l'UniCal il y a aussi un « centre résidentiel » sur un projet d'Enzo Zacchiroli.
Ensuite ont été construites des structures imaginées par Vittorio Gregotti ; la prise en compte de l'historicité du site (matériaux, couleurs) et de sa géographie en font une de ses principales réalisations. Les résidences suivantes sont de Martensson, un architecte danois.
Le 7 février 2001, le nouveau site de la bibliothèque est inauguré en présence du président de la République Carlo Azeglio Ciampi.
Le 15 janvier 2009, la grande aula est dédiée à Beniamino Andreatta.

## Facultés

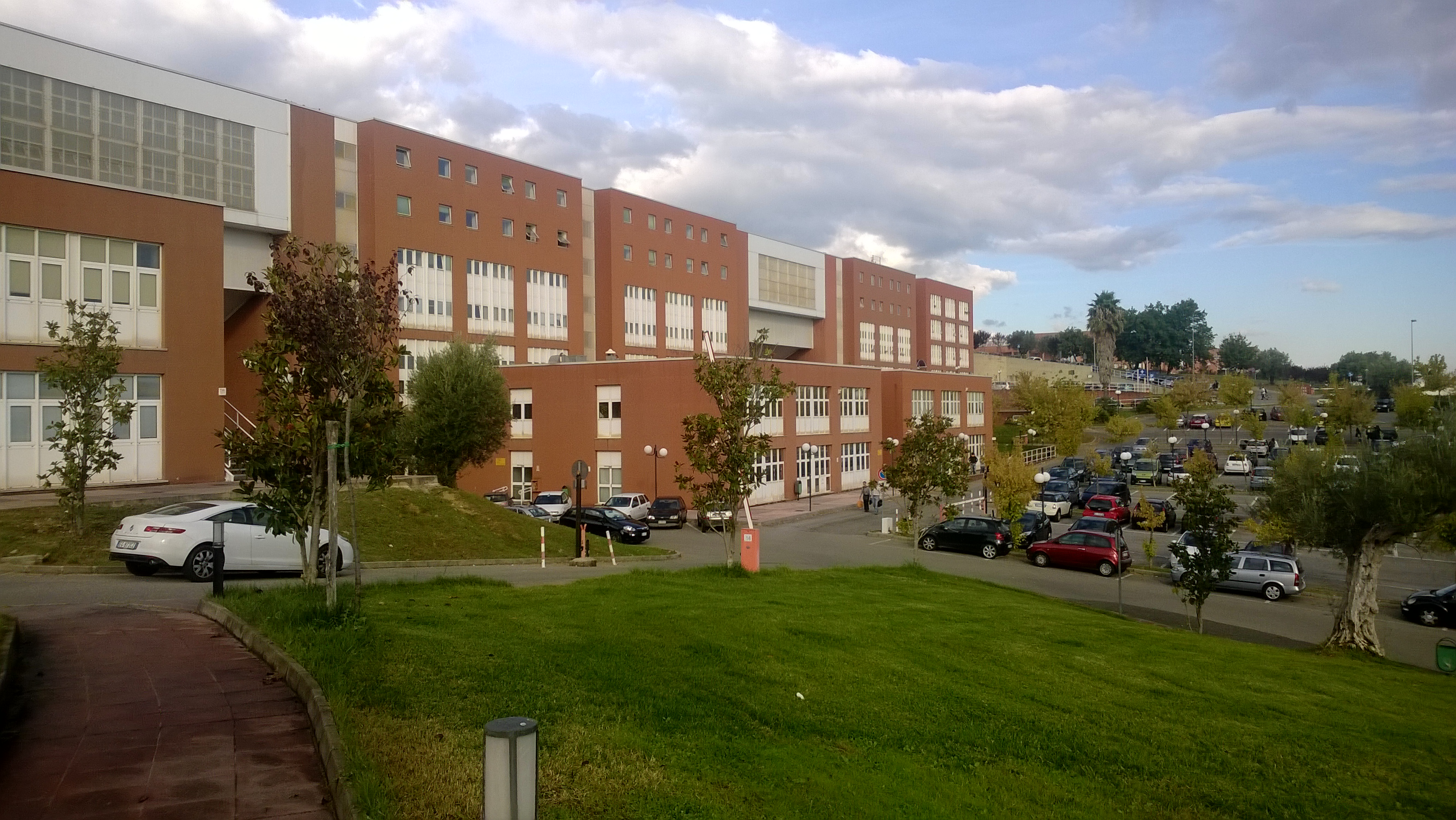
Aperçu de quelques cubes de l'université

Selon le classement Censis - La Repubblica de 2011-2012, l'université de Calabre figure parmi les meilleures universités italiennes des campus de grande dimension. En 2010, selon la classement de Shanghai, elle est parmi les cent meilleures dans le secteur de l'informatique.
Les facultés sont :
- Corsi Interfacoltà (cours inter-facultés)
- Facoltà di economia (économie)
- Facoltà di farmacia (pharmacie)
- Facoltà di ingegneria (sciences de l'ingénieur)
- Facoltà di lettere e filosofia (lettres et philosophie)
- Facoltà di scienze matematiche, fisiche e naturali (mathématiques, sciences physiques et naturelles)
- Facoltà di scienze politiche (sciences politiques)
- Scuola di specializzazione all'insegnamento secondario (école de spécialisation pour l'enseignement secondaire)

## Doctorants honoris causa

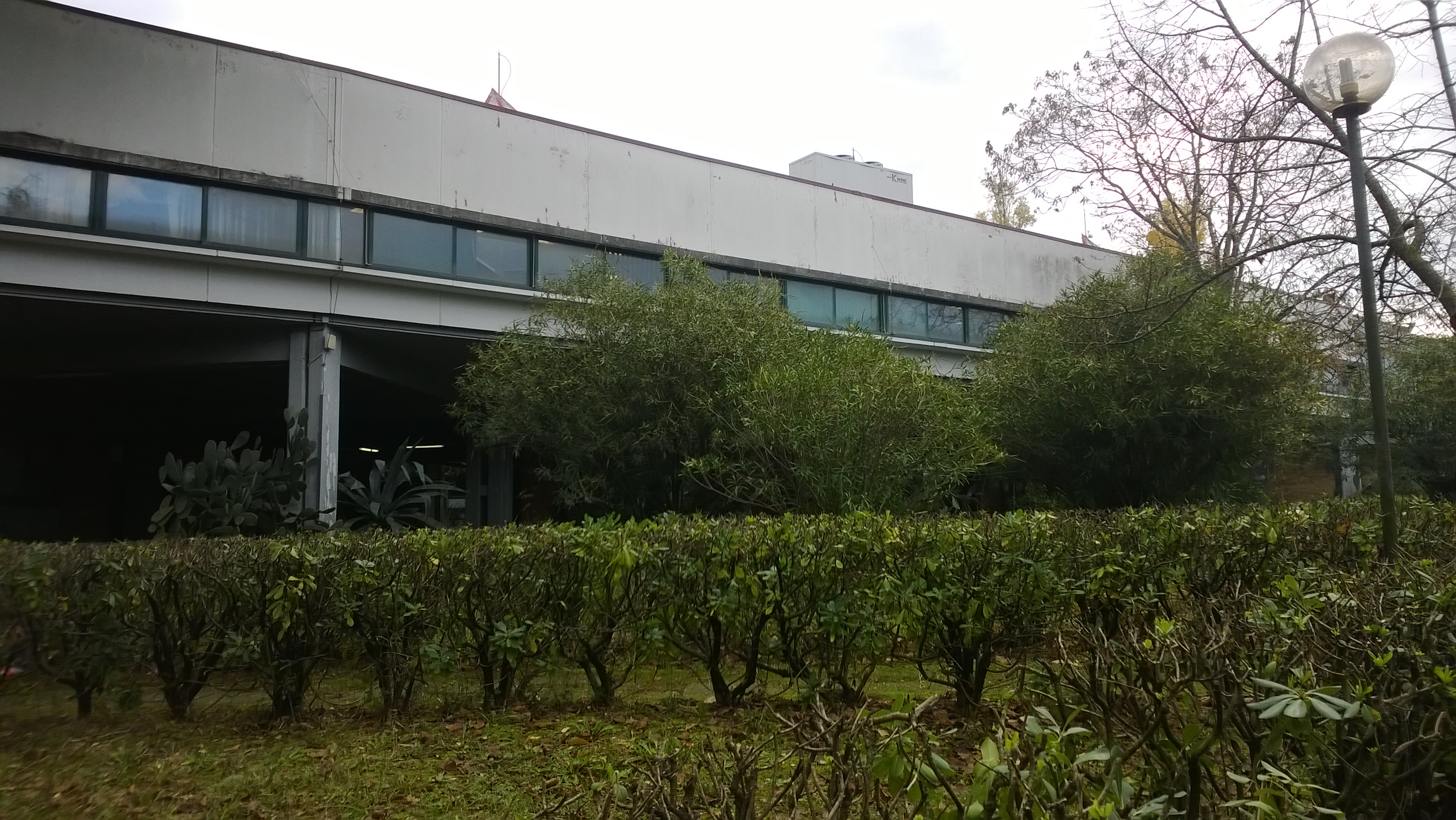
Vue sur le bâtiment multifonction

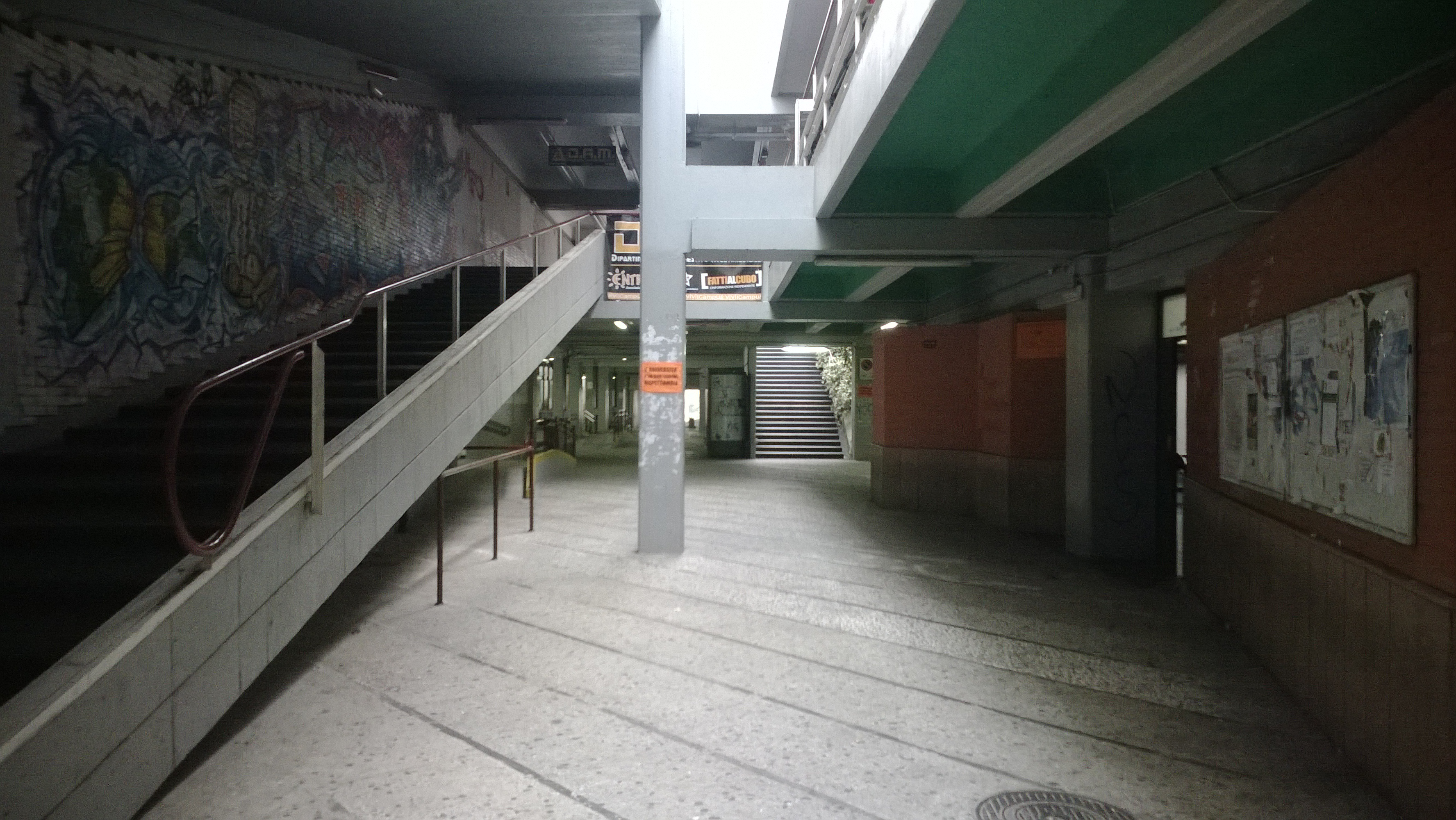
À l'intérieur du bâtiment multifonction

- 13 avril 1981 : Gerhard Rohlfs (Littérature)
- 15 mars 1986 : Luigi Luca Cavalli-Sforza (Sciences naturelles)
- 27 novembre 1991 : Silvio Berlusconi (Ingénierie managériale)
- 15 décembre 1994 : Carlo Dionisotti (Littérature)
- 28 mai 1996 : Gianni Amelio (Littérature)
- 12 juin 2000 : Eric P. Hamp (Littérature)
- 23 octobre 2003 : Frank Iacobucci (Science politique)
- 17 novembre 2003 : Gianvito Resta (Littérature)
- 4 juin 2008 : Boris Ulianich (Histoire)
- 31 décembre 2010 : Saverio Strati (Philologie moderne)
- 17 janvier 2012 : Roberto Benigni (Philologie moderne)
- 19 octobre 2012 : Salomon Resnik (Philosophie moderne)
- 24 octobre 2012 : Mario Martone (Langages des spectacles du cinéma e des médias)
- 9 avril 2013 : Vandana Shiva (Science de la nutrition)
- 19 octobre 2015 : Karl-Otto Apel (Sciences de l'éducation)
- 25 mai 2017 : Georg Gottlob (Informatique)